# Ediciones Minotauro
Ediciones Minotauro fue una editorial especializada en ciencia ficción y literatura fantástica fundada en 1955 por Francisco Porrúa. Desde 2008 es un sello editorial de la Editorial Planeta.
Después de haber creado la editorial en Buenos Aires y editar diversos autores, en 1975 Porrúa se instaló en Barcelona (España), con el consiguiente traslado de su compañía. En 2001, vendió Ediciones Minotauro al Grupo Planeta.

## Relevancia en el ámbito hispanohablante
Minotauro desempeñó un papel importante entre las editoriales en español dedicadas a la ficción especulativa del siglo XX, puesto que dio a conocer en su idioma a autores como Brian W. Aldiss, J. G. Ballard, Alfred Bester, Ray Bradbury, Ursula K. Le Guin, Cordwainer Smith, Olaf Stapledon, Theodore Sturgeon y J. R. R. Tolkien, entre otros. También publicó autores de habla hispana como Angélica Gorodischer, Ana María Shua, Carlos Gardini, Mario Levrero, Sergio Gaut vel Hartman, Rogelio Ramos Signes, Eduardo Abel Gimenez, Emilio Rodrigué, Alberto Vanasco y Eduardo Goligorsky.
La editorial supo destacarse además por una cuidada edición, con una estética sobria y original que se alejaba de las portadas pulp y que se renovó cada década. Los autores elegidos también se diferenciaban de los clásicos pulps y los escritores de «ciencia ficción dura» que publicó John W. Campbell, y se orientaban hacia una ciencia ficción menos técnica, con varios autores de la «Nueva ola» inglesa y los escritores norteamericanos en los que ésta influyó.

## Historia
Minotauro se encuentra íntimamente ligada a dos autores en lengua inglesa cuyas traducciones publicó en español: Ray Bradbury y J. R. R. Tolkien.
La fantasía futurista de Crónicas marcianas fue el primer libro publicado por Minotauro en 1955, traducido bajo seudónimo («Francisco Abelenda») por el propio Porrúa y con prólogo de Jorge Luis Borges. Otras obras emblemáticas de Bradbury, como Fahrenheit 451 y El hombre ilustrado también están en el catálogo de Minotauro. En lo que respecta a Tolkien, es la única editorial de lengua no inglesa que dispone en su catálogo de toda su narrativa. Fue en 1977 cuando Minotauro publicó en español el primer tomo de El Señor de los Anillos (Porrúa se hizo con los derechos casualmente, al encontrar la obra entre los libros de desecho que tenía un agente en Buenos Aires). En 2005 se publicó el último texto inédito en castellano de Tolkien, Las aventuras de Tom Bombadil y otros poemas de El Libro Rojo. Ese mismo año se calculaba que Minotauro había vendido desde 1977 cerca de ocho millones de libros de las obras de Tolkien en castellano.
En 2001 Porrúa vendió la editorial al Grupo Planeta. Si bien este cambio trajo algunas innovaciones, como la publicación autores españoles y la creación en 2004 del Premio Minotauro de literatura fantástica, también significó una modificación del criterio editorial, que ya no queda en manos de Porrúa.
En el año 2008, y como parte de una reorganización interna del grupo editorial, Ediciones Minotauro fue absorbida por la Editorial Planeta, convirtiéndose en un sello editorial de la misma.

## Revistas
Entre septiembre de 1964 y junio de 1968 se editó una revista con el mismo nombre de la editorial de ciencia ficción, que publicó diez números en total, con cuentos seleccionados de la revista norteamericana The Magazine of Fantasy and Science Fiction. El director era Ricardo Gosseyn, otro de los seudónimos de Porrúa, tomado del personaje de varias novelas de A. E. van Vogt.
De 1983 a 1986 Marcial Souto dirigió una nueva versión de la revista, diferente a la de Porrúa en muchos aspectos, compartiendo solo la publicación de algunos autores y un espíritu de renovación en cuanto a contenidos y presentación, que definió a ambas.

## Colecciones
Minotauro tiene siete colecciones diferentes:
- Bibliotecas de autor: Autores que constituyen la base del catálogo de Minotauro:
  - Biblioteca Brian W. Aldiss,
  - Biblioteca Christopher Priest,
  - Biblioteca Gene Wolfe,
  - Biblioteca J. G. Ballard,
  - Biblioteca John Crowley,
  - Biblioteca Kim Stanley Robinson,
  - Biblioteca Philip K. Dick,
  - Biblioteca Ray Bradbury,
  - Biblioteca Ursula K. Le Guin,
  - Biblioteca William Gibson;
- Kronos: Recoge las obras más significativas de la ciencia ficción contemporánea;
- Pegasus: literatura fantástica;
- Utopías: títulos de un género lindante con la ciencia ficción, la fantasía, la sociología y la política;
- Tolkien: toda la obra del escritor británico de fantasía heroica J. R. R. Tolkien;
- Hades: dedicada a la narrativa de terror;
- Ucronía: Recoge obras que exploran cómo se habría desarrollado la historia de la humanidad si en algún momento los acontecimientos hubieran sido distintos.[cita requerida]